# ظفرخان جوهری
ظفرخان جوهری (به سریلیک: Зуфархон Ҷавҳарӣ) (متولد ۱۸۶۰ میلادی، استروشن) از شاعران برجسته مسلمان تاجیک می‌باشد که در گذر نمازگاه شهر باستانی استروشن در خانواده اهل فقها و علما چشم به عالم هستی گشاده است. ظفرخان در خانواده‌ای به دنیا آمده‌است که پیوندانش شاعر و ادیب بوده‌اند.

## زندگی‌نامه
ظفرخان جوهری، آخرین نمایندهٔ ادبیات کلاسیک تاجیک می‌باشد. او در سال ۱۸۶۰ در خانواده ای به دنیا آمده بود که اکثراً اهل فضل، شاعر و عالم بوده‌اند. پدر جوهری نیز شاعر شناخته شده و دانشمند بزرگی بود. نعمت‌الله محترم در تذکرة الشعراء جوهری را «قوهٔ اهل کمال، مظهر فیض لایزال، خردسرشت، داشنمند، عالی فطرت، بلند استعداد» نامیده و نوشته‌است: «وی به بخارای شریف آمده، تحصیل علوم دینیة و تکمیل مطالب یقینیة نموده از مبادی فیوض جهور ذخیره‌ها اندوخته» و بازگشتش به وطنش نیز در ادامه این مطالب درج شده‌است.
همچنین ادبای معروف از جمله حشمت بخاری، تمهید سمرقندی، باقی رشتانی، عبدالله خواجهٔ بخارائی، مولانا یولداش قوقندی، فکری سمرقندی و شعرا و ادیبان عصر خود آثار جوهری را به صورت ویژه ای ستوده‌اند. صدرالدین عینی دربارهٔ جوهری در کتاب «نمونه ادبیات تاجیک» نوشته‌است: «از شعرهای جوهری سر سری گذشتن درست نیست. مشیر الیه شعر را به‌غایت استادانه می‌نگارد. ذاتاً جوهری از استادان ادب معاصر است».
از روی سرچشمه‌های تاریخ‌نگاران وی تا سن ۲۵ سالگی زبانهای عربی، ترکی و فنون منطق و فلسفه، ادبیات و دیگر علوم زمانه را از خود کرده بود.

## آثار
1. 1 2  «BBC فارسی - فرهنگ و هنر - برنامه تفریحی تاجیکی، 17 سپتامبر». دریافت‌شده در ۲۰۱۸-۰۳-۰۹.